# Kevin Spraggett
Kevin Spraggett (Montreal, 10 de novembro de 1954) é um enxadrista canadiano, detendo o título de Grande Mestre de Xadrez. Foi o quarto canadiano a receber o título da Federação Internacional de Xadrez e o único a se qualificar para o Torneio de Candidatos nos anos de 1985 e 1988.